# Циклопы (фильм)
«Циклопы» (англ. The Cyclops) — американский фантастический фильм режиссёра Берта Гордона, поставленный по его сценарию. Продолжительность картины составляет 66 минут. Премьера фильма состоялась 28 июля 1957 года.

## Сюжет
Женщина по имени Сьюзан отправляется с небольшой экспедицией в малоизведанный район Мексики в поисках своего жениха, самолёт которого потерпел крушение в этих местах. Это место богато залежами урана, что приводит к мутации местных организмов. Вскоре путешественники оказываются атакованы обезображенным одноглазым гигантом. Позднее выясняется, что это жених Сьюзан.

## В ролях
- Джеймс Крейг — Расс Брэдфорд
- Глория Толботт — Сьюзан Винтер
- Лон Чейни-младший — Мартин Мелвилл
- Том Дрейк — Ли Бранд
- Винсент Падула — губернатор